# Подолянське (Хмельницький район)
Подоля́нське —  село в Україні, у Віньковецькій селищній громаді Хмельницького району Хмельницької області. Населення становить 833 особи. Заклад освіти – Подолянська гімназія.

## Історія
7 (20) листопада 1917 року, відповідно до Третього Універсалу Української Центральної Ради, увійшло до складу Української Народної Республіки.
12 червня 2020 року, відповідно до розпорядження Кабінету Міністрів України № 727-р «Про визначення адміністративних центрів та затвердження територій територіальних громад Хмельницької області», увійшло до складу Віньковецької селищної громади.
19 липня 2020 року, після ліквідації Віньковецького району, село увійшло до Хмельницького району.

## Відомі люди
- Яремчук Микола Анатолійович (*1954) — український дипломат.
- Волошин Руслан Вікторович (18.08.1999 — 27.08.2022, Харків) — солдат ЗСУ, учасник Російсько - Української війни.